# Irvin Yalom
Irvin David Yalom, indicato come Irvin D. Yalom in tutte le sue pubblicazioni e nel suo sito (Washington, 13 giugno 1931) è uno scrittore, psichiatra e docente statunitense, autore di narrativa e saggistica, professore emerito di Psichiatria all'Università di Stanford,  e psicoterapeuta di scuola esistenzialista.

## Biografia
Nato in una famiglia ebraica a Washington nel 1931, è cresciuto in un ambiente assai povero. Per evitare i rischi del suo quartiere, ha trascorso gran parte dell'infanzia in casa, dedicandosi alla lettura. Si laurea Bachelor of Arts alla George Washington University nel 1952 e Doctor of Medicine alla University School of Medicine di Boston nel 1956. Si specializza al Mount Sinai Hospital di New York, e presso la Clinica Phipps del Johns Hopkins Hospital a Baltimora completa la sua formazione nel 1960.
Dopo due anni di servizio nell'esercito al Tripler General Hospital di Honolulu, Yalom inizia la carriera accademica presso la Stanford University nella quale entra nel 1963 per restarvi fino al 1968.
Poco posteriori a questo periodo sono alcuni dei suoi traguardi più importanti riguardo all'insegnamento della psicoterapia di gruppo e allo sviluppo del suo modello di psicoterapia esistenziale.
Oltre a pubblicazioni divulgative, Yalom ha scritto romanzi e sperimentato tecniche di scrittura. In "Terapia allo specchio" Yalom scrive con Ginny Elkin il primo libro in cui sono condivise le riflessioni di entrambi: psichiatra e paziente, alternativamente. Ginny Elkin è lo pseudonimo di una giovane scrittrice diagnosticata "schizoide" dalla psichiatria classica che, dopo diverse terapie, entra in trattamento privato con Yalom. In "Terapia allo specchio" è riportata la loro relazione terapeutica.
Le opere di Yalom sono state utilizzate come libri di testo e di lettura collettiva per studenti di psicologia. Per la sua visione nuova e unica della relazione col paziente/cliente l'autore è stato aggiunto al programma di Psicologia del John Jay College of Criminal Justice di New York City.
Nel 2000, l'American Psychiatric Association ha insignito Irvin Yalom del Premio Oskar Pfister (dedicato allo psicoanalista e religioso Oskar Pfister) per i contributi importanti alla religione e alla psichiatria.
Yalom continua a lavorare part-time nel suo studio privato, ha autorizzato una serie di filmati sulle sue tecniche terapeutiche ed è citato nel documentario del 2003 Flight from Death, che indaga il rapporto tra violenza umana e paura della morte, in relazione all'influenza del subconscio. 
Sposatosi con l'autrice Marilyn Yalom, scomparsa nel 2019, ha avuto quattro figli.

## Pubblicazioni

### Romanzi
- Terapia allo specchio (Every Day Gets a Little Closer, 1974) (Neri Pozza, 2020)
- When Nietzsche Wept, 1992; E Nietzsche pianse (Rizzoli, 1993); Le lacrime di Nietzsche (Neri Pozza, 2006)
- Sul lettino di Freud (Lying on the Couch, 1996) (Neri Pozza, 2015)
- La cura Schopenhauer (The Schopenhauer Cure, 2005) (Neri Pozza, 2005)
- Il problema Spinoza (The Spinoza Problem, 2012) (Neri Pozza, 2012)

### Saggi
- Teoria e pratica della psicoterapia di gruppo (con Molyn Leszcz) (The Theory and Practice of Group Psychotherapy, 1970) (Bollati Boringhieri, 2009)
- (Existential Psychotherapy, 1980)
- (Inpatient Group Psychotherapy, 1983)
- (Love's Executioner and Other Tales of Psychotherapy, 1989, Guarire d'amore, Rizzoli, Milano 1990, Nuova Ed. Guarire d'amore. Storie di psicoterapia, Raffaello Cortina Editore, 2015)
- (The Yalom Reader, 1998)
- Il senso della vita (Momma and the meaning of life, 1999) (Neri Pozza, 2016)
- Il dono della terapia (The Gift of Therapy: An Open Letter to a New Generation of Therapists and Their Patients, 2001) (Neri Pozza, 2014)
- Fissando il sole (Staring at the Sun: Overcoming the Terror of Death, 2008) (Neri Pozza, 2017)
- Creature di un giorno (Creatures of a Day - And Other Tales of Psychotherapy, 2015) (Neri Pozza, 2015)
- Diventare se stessi (Becoming Myself: A Psychiatrist's Memoir, 2017) (Neri Pozza, 2018)